# Пътешествието на живота
„Пътешествието на живота“ е цикъл картини от американския художник Томас Коул, нарисувани през 1842 г.
Цикълът представлява алегория на четирите етапа на човешкия живот: детство, юношество, възмъжалост и старост. Картините следват пътешественик, който плава с лодка по река през американската пустош от XIX век. Във всяка картина, придружаван от ангел пазител, пътешественикът минава с лодката по Реката на живота. Пейзажът отговаря на сезоните от годината и играе важна роля в историята. Във всяка картина посоката на движение на лодката е обратна на тази в предходната картина. В „Детство“ бебето се носи плавно от тъмна пещера в изобилен зелен пейзаж. В „Юношество“ момчето поема контрола върху лодката и се насочва към сияен замък в небесата. В „Мъжество“ възрастният човек се осланя на молитви и на религиозните си вярвания, за да го предпазят от трудностите, които се задават. Накрая мъжът става старец, който е напътван от ангела си през водите на вечността към рая.
Коул планира „Пътешествието на живота“ като чисто дидактичен и морализаторски цикъл, в който да използва пейзажа като алегория на религиозните вярвания. Цикълът е създаден по поръчка и завършването му дава начало на неразбирателства между Коул и собственика на картините относно публичното им излагане. През 1842 г, докато Коул е в Рим той прави втори комплект картини, които излага при завръщането си в Америка. Понастоящем първият комплект картини се намира в художествения институт Мънсън-Уилямс-Проктър в гр. Утика, окръг Онайда, щата Ню Йорк (щат), а вторият – в Националната художествена галерия във Вашингтон (Окръг Колумбия).

## Пътешествието на живота

### Детство
В първата картина, „Детство“, са представени всички важни елементи в историята: пътешественикът, ангелът, реката и изразителният пейзаж. Отрочето е на сигурно място в лодката, насочвана от ангела хранител. Пейзажът е пищен; всичко е спокойно огряно от слънчевата светлина, като по този начин е отразена невинността и радостта на детството. Лодката плавно напуска мрачна пещера, което Коул описва като „емблематично за земния ни произход и за загадъчността на Миналото“. Реката е спокойна и символизира сигурността и спокойствието на живот в детството. На носа на лодката има фигура, държаща пясъчен часовник, който символизира времето.

### Юношество
Втората картина, „Юношество“, показва същия пищен пейзаж, но тук панорамата е по-широка, както и опита на пътешественика. Тук младежът хваща руля, докато ангелът го гледа и му маха от брега, с което му позволява да поеме контрол. Ентусиазма и енергията на момчето са очевидни от приведената напред позиция на тялото и опънатите му от вятъра дрехи. В далечината витае призрачен замък – трептящ бял фар, символизиращ амбициите и мечтите на човека.
За младежа спокойната река сякаш води направо към замъка, но в далечния десен край на платното може да се забележи, че реката става става буйна и пълна със скали. За пейзажа и амбициите на момчето Коул казва: „Сценарият на картината – спокоен поток и величествени дървета, планини като кули, безгранични пространства и ясна атмосфера – изважда на преден план романтичната красота на младежките представи, когато умът издига Посредственото и Простото във Великолепно, преди опита да ни научи кое е Истинско“.
Картината е използвана за обложка на албума на Candlemass Ancient Dreams (1988).

### Мъжество
В следващата картина, „Мъжество“, младежът е станал възрастен и сега се изправя пред предизвикателствата в живота. Лодката е повредена и руля го няма. Реката е станала много бърза и е изпълнена със заплашителни скали, опасни водовъртежи и подводни течения. Топлата слънчева светлина е препречена от облаци, затъмняващи пейзажа и носещи поройни дъждове. Дърветата са обрулени от вятъра. Свежата трева е заменена от твърда и непрощаваща скала.
В лодката вече не виждаме увереност у мъжа или дори контрол. Ангелът е високо в небесата и все още бди над мъжа, но мъжът не вижда това. Мъжът трябва да разчита на вярата си, че ангелът е горе и му помага. Коул заявява: "Проблемите са характерни за този период от живота. В детството няма грижи, в юношеството няма отчаяние. Едва когато опитът ни е научил за реалността на света, тогава повдигаме от очите си златното було на ранния живот; тогава чувстваме дълбока и трайна тъга. В картината мрачният, залязващ тон, противоречието на елементите, обрулените от бури дървета са алегория. Океанът, едва забележим, намеква за края на живота, който сега пътешественикът наближава „.
В „Мъжество“ има силно подчертан диагонал: скалите стърчат забраняващо, а реката се спуска надолу, заплашвайки да отнесе всичко в пенливите си бързеи в дън земя. Голямата наклоненост на пространството между двете скали увеличава напрежението и зрителя си опитва да определи дали малката лодка може да премине през тези буйни води. В добавка, от мрачните облаци зли духове наблюдават сцената.
Единствено в далечния фон зрителят може да види част от хоризонта. Тази линия, в която се срещат далечният океан и озареното от залеза небе е единствената хоризонтална линия в картината. На преден план в обалците са изведени хаосът и неяснотата, но се забелязва и беглата възможност за спокойствие. Коул позиционира тази фокусна точка точно под и вдясно от центъра. Комбинацията от самотния хоризонт и топлия цвят, в иначе мрачната и неприветлива сцена, привлича окото на зрителя отново и отново.
Силуета на чепато дърво е в противовес на диагонала на скалите и реката, което насочва окото отново към сцената. Тук извитото и изгнило дърво е използвано, както често Коул го използва в творбите си, като символ на дивата (неопитомена) пустош и за всичките и опасности. Облакът оформен като фуния е над дървото и води окото към заплашителните облаци в небето, в горната и лявата част на картината, където спадащата арка води отново надолу към реката.

### Старост
Последната картина, „Старост“, е изображение на смъртта. Мъжът е остарял, но е преминал изпитанията на живота. Водите са се успокоили; реката се влива във водите на вечността. Фигурата с часовника липсва от носа на очуканата лодка; повехналия пътешественик е достигнал края на земното си време. В далечината ангели слизат от небесата, докато ангелът хранител е близо до пътешественика и привиква с жест останалите. Мъжът отново е радостен, заради знанието, че вярата му го е запазила през живота му. Пейзажът на практика отсъства. Единствено няколко груби скали са символизират края на земния свят, след който се простират тъмни води. Коул описва сцената: „Оковите на телесното съществуване падат и вече разумът зърва безсмъртния живот“.
Тази картина е използвана за обложка на албума на Candlemass Nightfall (1987).

## Значение
„Пътешествието на живота“ е прието добре от критиката и от публиката. В този период от историята си САЩ преживява религиозно възраждане, познато като Второ пробуждане. Четирите картини са превърнати в гравюри от Джеймс Смайли (1807 – 1885) след смъртта на Коул. Тези гравюри получават широка популярност по време на Третото пробуждане, което дава на цикъла престижа и популярността, на които се радва и днес.